# Flying Lizard Motorsports
Flying Lizard Motorsports est une équipe de sport automobile créée en 2003 à Sonoma, Californie par Seth Neiman. Elle est installée sur le circuit de Sears Point (Sonoma Raceway), à une quinzaine de kilomètres de Sonoma.

## Historique
Après avoir été vice-président de Sun Microsystems et fondateur de Brocade, Seth Neiman fonde son écurie en 2003 pour participer aux courses d'endurance.
Flying Lizard Motorsports est engagée dans la catégorie GT2 avec des Porsche 997 GT3-RSR, en ALMS depuis 2004 et aux 24 Heures du Mans depuis 2005. L'écurie participa aussi aux Rolex Sports Car Series.

## Palmarès
- American Le Mans Series
  - Vainqueur du classement pilote dans la catégorie GT2/GT en 2008 avec Wolf Henzler et Jörg Bergmeister puis en 2009 et 2010 avec Patrick Long et Jörg Bergmeister
  - Vainqueur du classement par équipes dans la catégorie GT2/GT en 2008 et 2009
  - Vainqueur des 12 Heures de Sebring dans la catégorie GT2 en 2008
  - Vainqueur du Petit Le Mans dans la catégorie GT2 en 2007
- Rolex Sports Car Series
  - Troisième au général, et second dans la catégorie GT, des 24 Heures de Daytona en 2004 avec Johannes van Overbeek, Seth Neiman, Lonnie Pechnik, Peter Cunningham et Mike Rockenfeller
- Porsche Cup
  - Trois pilotes de l'écurie ont remporté le titre
  - Wolf Henzler en 2006, Johannes van Overbeek en 2007 et Alex Davison en 2008

## 24 Heures du Mans
| Année | Numéro | Pilotes                                                | Modèle                    | Catégorie | Qualification | Résultat (classement général) | Résultat (catégorie) |
| ----- | ------ | ------------------------------------------------------ | ------------------------- | --------- | ------------- | ----------------------------- | -------------------- |
| 2005  | 80     | Seth Neiman / Johannes van Overbeek / Lonnie Pechnik   | Porsche 911 GT3 RS (996)  | LMGT2     | 35e           | 13e                           | 3e                   |
| 2006  | 80     | Seth Neiman / Johannes van Overbeek / Patrick Long     | Porsche 911 GT3 RS (996)  | LMGT2     | 40e           | 18e                           | 4e                   |
| 2007  | 80     | Seth Neiman / Johannes van Overbeek / Jörg Bergmeister | Porsche 911 GT3 RSR (997) | LMGT2     | 42e           | Abandon                       | Abandon              |
| 2008  | 80     | Seth Neiman / Johannes van Overbeek / Jörg Bergmeister | Porsche 911 GT3 RSR (997) | LMGT2     | 47e           | 32e                           | 6e                   |
| 2009  | 80     | Seth Neiman / Darren Law / Jörg Bergmeister            | Porsche 911 GT3 RSR (997) | LMGT2     | 38e           | Abandon                       | Abandon              |
| 2010  | 80     | Seth Neiman / Darren Law / Jörg Bergmeister            | Porsche 911 GT3 RSR (997) | LMGT2     | 46e           | Abandon                       | Abandon              |
| 2011  | 80     | Jörg Bergmeister / Lucas Luhr / Patrick Long           | Porsche 911 GT3 RSR (997) | LMGTE Pro | 40e           | 18e                           | 6e                   |
| 2011  | 81     | Seth Neiman / Darren Law / Spencer Pumpelly            | Porsche 911 GT3 RSR (997) | LMGTE Am  | 47e           | Abandon                       | Abandon              |
| 2012  | 79     | Seth Neiman / Patrick Pilet / Spencer Pumpelly         | Porsche 911 GT3 RSR (997) | LMGTE Am  | 39e           | 27e                           | 4e                   |
| 2012  | 80     | Jörg Bergmeister / Marco Holzer / Patrick Long         | Porsche 911 GT3 RSR (997) | LMGTE Pro | 42e           | Abandon                       | Abandon              |

## 24 Heures de Daytona
| Année | Numéro | Pilotes                                                                                   | Modèle                    | Catégorie | Qualification | Résultat (classement général) | Résultat (catégorie) |
| ----- | ------ | ----------------------------------------------------------------------------------------- | ------------------------- | --------- | ------------- | ----------------------------- | -------------------- |
| 2004  | 74     | Johannes van Overbeek / Seth Neiman / Lonnie Pechnik Peter Cunningham / Mike Rockenfeller | Porsche 911 GT3 CUP (996) | GT        |               | 3e                            | 2e                   |
| 2010  | 67     | Johannes van Overbeek / Seth Neiman / Jörg Bergmeister Patrick Long                       | Porsche 911 GT3 CUP (996) | GT        |               | 9e                            | 2e                   |
| 2011  | 45     | Johannes van Overbeek / Seth Neiman / Jörg Bergmeister Patrick Long                       | Porsche Riley             | DP        |               | 22e                           | 13e                  |
| 2014  | 35     | Seth Neiman / Dion von Moltke / Alessandro Latif Filipe Albuquerque                       | Audi R8 LMS               | GTD       |               | 22e                           | 5e                   |
| 2014  | 45     | Spencer Pumpelly / Tim Pappas / Nelson Canache Markus Winkelhock                          | Audi R8 LMS               | GTD       |               | 19e                           | 2e                   |
| 2015  | 45     | Markus Winkelhock / Robert Thorne / Satoshi Hoshino Tomonobu Fujii                        | Audi R8 LMS               | GTD       |               | 24e                           | 10e                  |
| 2016  | 45     | Niclas Jönsson / Pierre Kaffer / Christopher Haase Tracy Krohn                            | Audi R8 LMS               | GTD       |               | Abandon                       | Abandon              |

## American Le Mans Series
| Année | Numéro | Pilotes                                 | Modèles                   | Catégorie | Course 1 | Course 2 | Course 3 | Course 4 | Course 5 | Course 6 | Course 7 | Course 8 | Course 9 | Course 10 | Classement pilotes                             | Points                                       | Classement équipe | Points |
| ----- | ------ | --------------------------------------- | ------------------------- | --------- | -------- | -------- | -------- | -------- | -------- | -------- | -------- | -------- | -------- | --------- | ---------------------------------------------- | -------------------------------------------- | ----------------- | ------ |
| 2009  | 44     | Seth Neiman / Darren Law                | Porsche 911 GT3 RSR (997) | GT2       | 5e       | 5e       | 5e       | 6e       | 7e       | 9e       | 8e       | 7e       | 7e       | 5e        | Seth Neiman 12e Darren Law 15e                 | Seth Neiman 76 Darren Law 57                 | 1er               | 181    |
| 2009  | 45     | Jörg Bergmeister / Patrick Long         | Porsche 911 GT3 RSR (997) | GT2       | 4e       | 1er      | 1er      | 1er      | 1er      | 4e       | 5e       | 5e       | 5e       | 1er       | Jörg Bergmeister 1er Patrick Long 1er          | Jörg Bergmeister 181 Patrick Long 181        | 1er               | 181    |
| 2010  | 44     | Seth Neiman / Darren Law                | Porsche 911 GT3 RSR (997) | GT        | 5e       | 12e      | 11e      | 11e      | 7e       | 7e       | 9e       | 9e       | 9e       |           | Seth Neiman 15e Darren Law 18e                 | Seth Neiman 43 Darren Law 39                 | 2e                | 157    |
| 2010  | 45     | Jörg Bergmeister / Patrick Long         | Porsche 911 GT3 RSR (997) | GT        | 4e       | 1er      | 1er      | 5e       | 1er      | 4e       | 2e       | 1er      | 4e       |           | Jörg Bergmeister 1er Patrick Long 1er          | Jörg Bergmeister 157 Patrick Long 157        | 2e                | 157    |
| 2011  | 44     | Seth Neiman / Darren Law / Marco Holzer | Porsche 911 GT3 RSR (997) | GT        | 7e       | 8e       | 7e       | 8e       | 10e      | 9e       | 8e       | 9e       | 8e       |           | Seth Neiman 8e Darren Law 10e Marco Holzer 14e | Seth Neiman 60 Darren Law 53 Marco Holzer 39 | 3e                | 115    |
| 2011  | 45     | Jörg Bergmeister / Patrick Long         | Porsche 911 GT3 RSR (997) | GT        | 6e       | 13e      | 2e       | 12e      | 9e       | 4e       | 11e      | 1er      | 2e       |           | Jörg Bergmeister 4e Patrick Long 4e            | Jörg Bergmeister 106 Patrick Long 106        | 3e                | 115    |
| 2012  | 44     | Seth Neiman / Marco Holzer              | Porsche 911 GT3 RSR (997) | GT        | 6e       | 9e       | 9e       | 9e       | 9e       | 7e       | 8e       | 7e       | 7e       | 4e        | Seth Neiman 10e Marco Holzer 11e               | Seth Neiman 53 Marco Holzer 46               | 4e                | 122    |
| 2012  | 45     | Jörg Bergmeister / Patrick Long         | Porsche 911 GT3 RSR (997) | GT        | 10e      | 7e       | 6e       | 1er      | 11e      | 2e       | 2e       | 5e       | 2e       | 5e        | Jörg Bergmeister 5e Patrick Long 5e            | Jörg Bergmeister 111 Patrick Long 111        | 4e                | 122    |
| 2013  | 44     | Seth Neiman / Dion von Moltke           | Porsche 911 GT3 RSR (997) | GTC       | 9e       | 3e       | 9e       | 6e       | 7e       | 5e       | 1er      | 7e       | 5e       | 5e        | Seth Neiman 12e Dion von Moltke 9e             | Seth Neiman 34 Dion von Moltke 81            | 1er               | 157    |
| 2013  | 45     | Spencer Pumpelly / Nelson Canache       | Porsche 911 GT3 RSR (997) | GTC       | 2e       | 2e       | 8e       | 1er      | 2e       | 1er      | 7e       | 5e       | 7e       | 1er       | Spencer Pumpelly 2e Nelson Canache 2e          | Spencer Pumpelly 139 Nelson Canache 139      | 1er               | 157    |

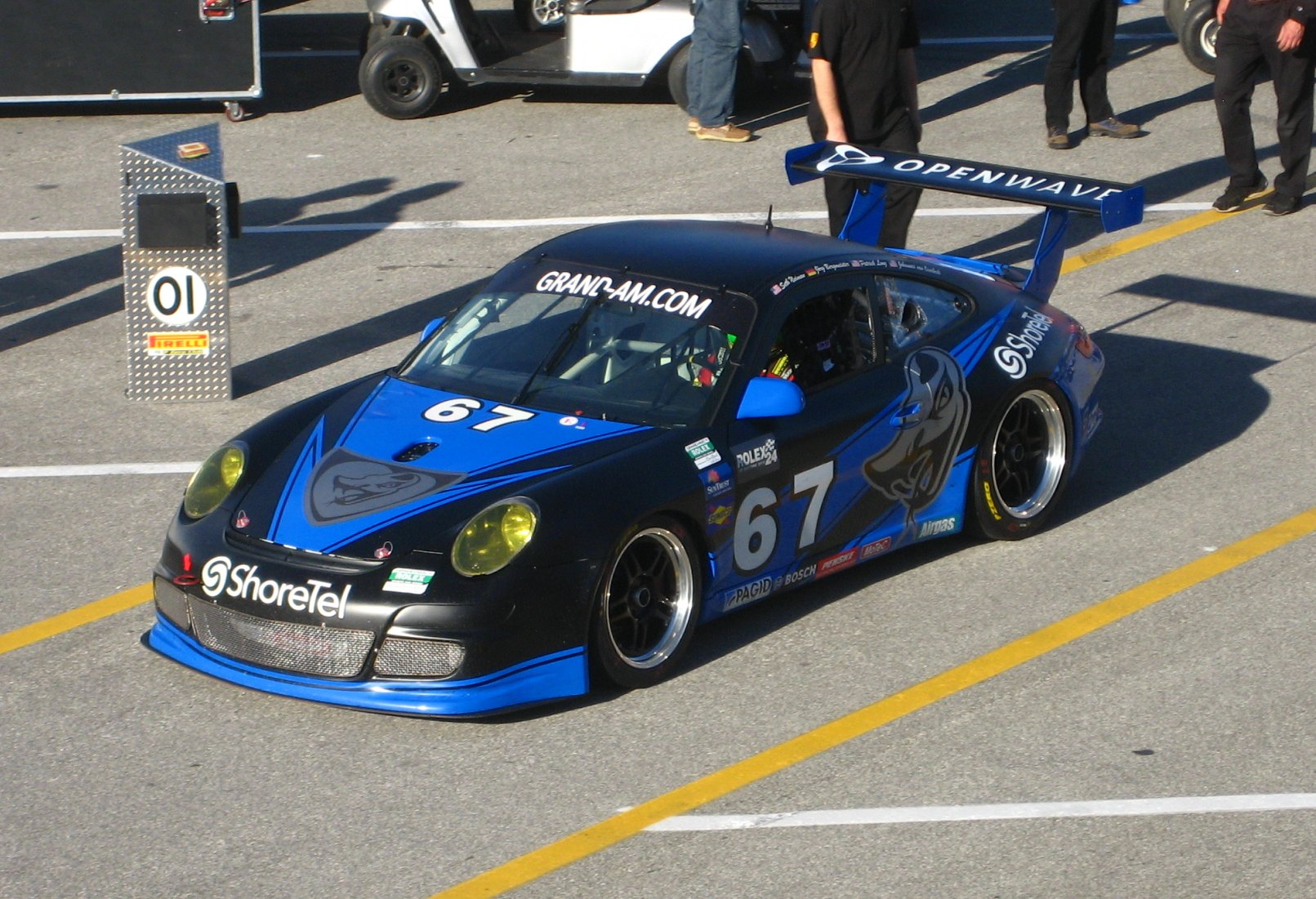
La Porsche aux 24 Heures de Daytona en 2010
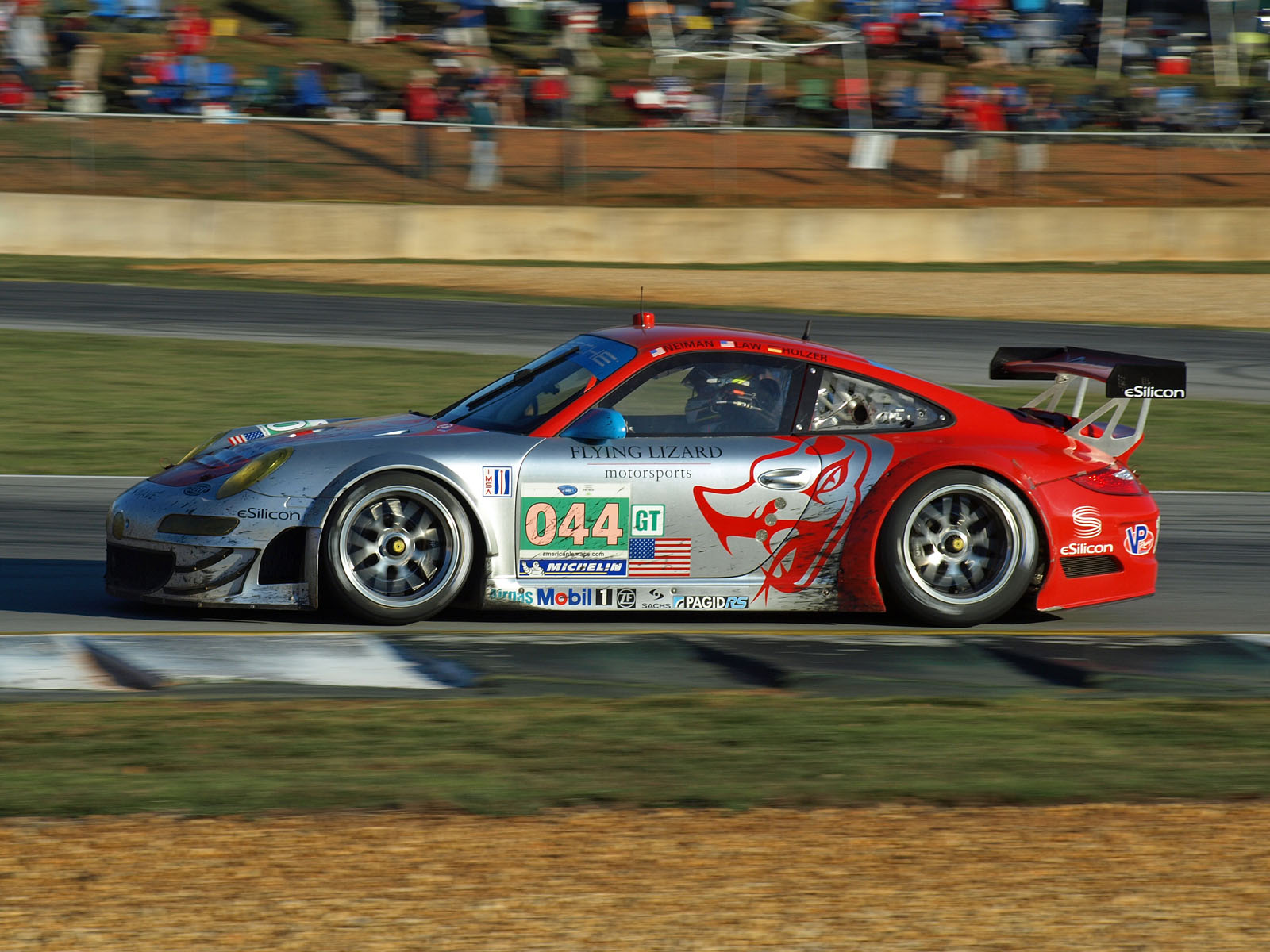
La Porsche au Petit Le Mans en 2011